# Saint-Jean-Est–Quidi Vidi
Circonscription électorale provinciale du Canada
Saint-Jean-Est–Quidi Vidi (en anglais : St. John's East-Quidi Vidi) est une circonscription électorale provinciale de la Chambre d'assemblée de la province canadienne de Terre-Neuve-et-Labrador.

## Liste des députés
| Saint-Jean-Est–Quidi Vidi |                    |               |             |             |
| Député                    | Député             | Parti         | Mandat      | Législature |
|                           | Lorraine Michael   | Néo-démocrate | 2015 - 2019 | 48e         |
|                           | Alison Coffin (en) | Néo-démocrate | 2019 - 2021 | 49e         |
|                           | John Abbott (en)   | Libéral       | 2021 - 2025 | 50e         |